# بندتا
بِنِدِتّا (انگلیسی: Benedetta) فیلمی در ژانر درام، رمانتیک، روان‌شناختی و بیوگرافی به کارگردانی پل ورهوفنو بر اساس کتاب غیر داستانی "اعمال غیرمتعارف (۱۹۸۶): زندگی یک راهبه لِزبین در ایتالیای رنسانس" نوشته جودیت سی. براون است. فیلم‌نامه اثر نوشته پل ورهوفن و دیوید برک، تولید مشترک کشورهای فرانسه، بلژیک و هلند و اولین اکران آن در سال ۲۰۲۱ می‌باشد. موسیقی فیلم کاری از آن دادلی و فیلمبردار اثر ژان لاپوآری می‌باشد.
این فیلم بر اساس یک داستان واقعی داستان بِنِدِتّا یک راهبه قرن هفدهمی را روایت می‌کند که درگیر یک رابطه لِزبین ممنوع با یک راهبه تازه وارد می‌شود اما این دیدگاه‌های مذهبی تکان‌دهنده بِنِدِتّا است که کلیسا را تهدید می‌کند.

## بازیگران
- ویرژینی اِفیرا در نقش بِنِدِتّا
- دافنه پاتاکیا[۴]در نقش بارتولوما
- شارلوت رمپلینگ در نقش سوئور فِلیسیتا
- لمبرت ویلسون در نقش نونسیو (نماینده پاپ)
- اولیویه رابوردین در نقش آلفونسو سیچی
- لوئیز شویلوت[۵] در نقش کریستانا
- کلوتیلد کورو در نقش میدیا کارلینی (مادر بندتا)
- دیوید کلاول در نقش جولیانو کارلینی (پدر بندتا)

## داستان
در قرن هفدهم در ایتالیا، «بِنِدِتّا کارلینی» نوجوان را پدر و مادرش به صومعه شهر «پِشیا» می‌برند تا راهبه شود. هنگامی که آنها در یک محراب کنار جاده برای دعا توقف می‌کنند گروهی از راهزنان می‌کوشند گردنبند مادر بِنِدِتّا را بدزدند. بِنِدِتّا به آنها هشدار می‌دهد که با مریم باکره صحبت می‌کند که آنها را مجازات کند. هنگامی که یک پرنده که بِنِدِتّا آن را به عنوان نشانه‌ای از شنیدن صدای مریم مقدس می‌داند در چشم یکی از راهزنان مدفوع می‌کند راهزنان خنده کنان گردنبند مادر بندتا را به او پس می‌دهند.
بِنِدِتّا به صومعه پِشیا که توسط «آبیس فِلیسیتا» اداره می‌شود برده می‌شود. «جولیانو کارلینی» پدر بِنِدِتّا قبول می‌کند برای حضور او در صومعه سالی یکصد سکه و به همین اندازه از مواد خوراکی به صومعه اهدا کند. شب‌هنگام بِنِدِتّا برای دعا به‌پای مجسمه مریم مقدس می‌رود و مجسمه معجزه‌وار بدون آن که شکسته یا به بِنِدِتّا آسیب برساند به روی او می‌افتد. بِنِدِتّا می‌کوشد از پستان مجسمه مریم شیر بنوشد.
پس از هجده سال که بِنِدِتّا زنی بالغ و راهبه‌ای مؤمن شده‌است در نمایشی که در آن بِنِدِتّا در نقش مریم باکره بازی می‌کند در بیداری رویای عیسی مسیح را می‌بیند که او را به خودش دعوت می‌کند.
از سوی دیگر زن جوانی به نام «بارتولوما» برای رهائی از آزارهای پدر بدسرپرستش  به صومعه پناهنده می‌شود. بِنِدِتّا مأمور نظارت بر اعمال و زندگی بارتولوما فقیر و بی‌سواد در صومعه می‌شود. بارتولوما بعد از حمام و نشان دادن عمدی بدن برهنه‌اش به بِنِدِتّا شب‌هنگام با نشان دادن آثار جراحت‌های روی بدنش به او فاش می‌کند که بعد از مرگ مادرش توسط پدر و برادرانش مورد تعرض و آزارجنسی قرار می‌گرفته‌است. در آن شب بارتولوما لب‌های بِنِدِتّا را می‌بوسد. بِنِدِتّا به بارتولوما هشدار می‌دهد که مراقب فِلیسیتا و دخترش «خواهر کریستینا» باشد.
در هنگام خواندن سرود، بارتولوما با دست و از پشت باسن بِنِدِتّا را لمس می‌کند و در همان لحظه بِنِدِتّا مارهایی را می‌بیند که به او حمله کردند و مسیح با کشتن مارها او را نجات می‌دهد؛ عیسی به او اخطار می‌دهد که گناه‌ها می‌خواهند که آن‌ها از هم دور بمانند و سپس لب‌های بِنِدِتّا را می‌بوسد.
بِنِدِتّا در جریان ریخته شدن غیرعمدی دوک‌های نخ توسط بارتولوما در آب‌جوش ناخواسته از او انتقام می‌گیرد و از او می‌خواهد با همان انگشتان دوک‌ها را دربیاورد که این موجب سوختن دست بارتولوما می‌شود. بِنِدِتّا از سوی فِلیسیتا تنبیه می‌شود.
بِنِدِتّا پس از یک رؤیای بسیار وحشتناک دچار تشنج می‌شود. در رؤیا می‌بیند که مردی که او را با مسیح اشتباه گرفته بنِدِتّا را از تجاوزگروهی نجات می‌دهد اما سپس خودش قصد تجاوز دارد. برای بهبودی، او توسط خواهران به تخت بسته می‌شود. بارتولوما مجدداً با بوسیدن لب‌های بِنِدِتّا به او ابراز علاقه می‌کند. فِلیسیتا، بارتولوما را برای مراقبت از او می‌گمارد، بارتولوما با شوخی می‌کوشد بدن برهنه و سینه‌های عریان بِنِدِتّا را هنگام پوشیدن لباس خواب ببیند.
نیمه شب بِنِدِتّا رؤیایی از مسیح روی صلیب می‌بیند که به او می‌گوید که لباس‌های خود را دربیاورد و سپس با نزدیکی به او دست‌هایش را لمس کند و با برداشتن واسطه از روی اندام‌جنسی به او بپوندد. صبح روز بعد بِنِدِتّا با زخم‌هایی مشابه صلیب کشیده‌شدن مسیح (استیگماتا) بر روی دست، پا و بدنش در حضور خواهران و فِلیسیتا ظاهر می‌شود و همه به معجزه او ایمان می‌آورند.
(پدیده استیگماتا توضیح علمی ندارد ولی برای چند راهب مقدس من‌جمله فرانسیس آسیزی مقدس و کاترین سیه‌نا اتفاق افتاده‌است.)
تحقیقی توسط کلیسای اعظم رُم و نماینده آنها انجام می‌شود. فِلیسیتا بدبین است زیرا حوادث قبلی استیگماتا همیشه در هنگام نماز اتفاق می‌افتادند امّا بِنِدِتّا در خواب بود. همچنین او فاقد زخم‌های سر که توسط تاج خار ایجاد می‌شوند بود. بعد از خروج از اتاق فِلیسیتا، بِنِدِتّا می‌افتد. در حالی که مردم برای بررسی حال او می‌آیند بِنِدِتّا شروع به صحبت با صدای مردانه مسیح می‌کند و کسانی را که به او اعتقاد ندارند سرزنش می‌کند و خبر از رسیدن طاعون می‌دهد. او اکنون زخم‌های خونریزی بر روی پیشانی همانند خارهای مسیح را نیز دارد.
خواهر کریستینا متوجه یک تکه شیشه شکسته روی زمین می‌شود و به فِلیسیتا می‌گوید که معتقد است که بِنِدِتّا خودش این زخم‌ها را ایجاد کرده‌است. نماینده کلیسا به فِلیسیتا هشدار می‌دهد که قدرت مسیح تصمیم گرفته‌است که بِنِدِتّای مقدّس را به عنوان یک معجزه مشروع تأیید کند. با تصمیم اسقف اعظم ببِنِدِتّا به جای فِلیسیتا به آبیس معبد ارتقا می‌یابد. کریستینا علیه این موضوع صحبت می‌کند اما فِلیسیتا به او هشدار می‌دهد که مخالفت با این تصمیم می‌تواند او را نابود کند. عیسی در رؤیا قلب خود را به بِنِدِتّا اهدا می‌کند و بِنِدِتّا از بارتولوما می‌خواهد سینه برهنه او را لمس کند.
بِنِدِتّا و بارتولوما به اتاق فِلیسیتا منتقل می‌شوند و کریستینا در کلیسا به پدر روحانی اعتراف می‌کند که بِنِدِتّا را در حالی‌ که خودش به سرش آسیب رسانده‌است دیده‌است. به زودی بِنِدِتّا و بارتولوما شروع به رابطه‌جنسی می‌کنند و بارتولوما با رابطه‌دهانی بِنِدِتّا را ارضاء می‌کند. در مراسم خواندن دعای پیش از غذا پدر روحانی کلیسا از کریستینا می‌خواهد برای همه دربارهٔ ادعایش صحبت کند؛ کریستینا مادر فِلیسیتا را شاهد می‌گیرد در حالی که فِلیسیتا حاضر به شهادت دروغ نمی‌شود. در همین لحظه صدای عیسی از بِنِدِتّا به خروش آمده تقاضای مجازات کریستینا را می‌کند.
بارتولوما با استفاده از سر یک مجسمه چوبی کوچک مریم مقدّس که بِنِدِتّا در کودکی با خود به صومعه آورده بود یک اسباب بازی جنسی برای بِنِدِتّا حکاکی می‌کند. هنگام خودارضایی بِنِدِتّا با مجسمه توسط بارتولوما، فِلیسیتا آن‌ها را از طریق سوراخی در دیوار اتاق می‌بیند. یک ستاره دنباله دار قرمز دقیقاً از بالای صومعه عبور می‌کند که پدرروحانی آن را نشانه‌ای از گناه و یک تراژدی قریب‌الوقوع می‌داند. در همین حال کریستینا خود را از سقف صومعه پرت کرده با خودکشی به زندگی خود پایان می‌دهد. زمانی که او می‌میرد بِنِدِتّا درخواست می‌کند که از روح او را نزد خدا شفاعت کند اما فِلیسیتا با توهینی زننده و حالتی عصبانی به او می‌گوید که دور بماند. فِلیسیتا پس از غسل کریستینا با ارابه برای گزارش وقایع به فلورانس می‌رود. بِنِدِتّا متکبرانه از بارتولوما دربارهٔ ایمان به معجزه‌اش می‌پرسد و از او درخواست نزدیکی می‌کند و وقتی با پاسخ منفی روبرو می‌شود از بارتولوما می‌خواهد سینه‌هایش را به اشتراک بگذارد تا خودارضایی کند. سپس به بارتولوما وعده می‌دهد که حقیقت پنهان نخواهد ماند.
فِلیسیتا در ملاقات با اسقفی در فلورانس که نونسیو و نماینده پاپ است آن چه را که دربارهٔ بی‌بند و باری‌های جنسی بِنِدِتّا می‌داند با او در میان می‌گذارد و از اسقف اعظم می‌خواهد اگر دید بینایی دارد به پِشیا بیاید. نونسیو به او و بِنِدِتّا وعده آتش در صورت اثبات یا عدم اثبات ادعایش را می‌دهد.
هنگامی که طاعون شروع به ویران کردن حومه شهر می‌کند بِنِدِتّا با تصور وعده مسیح به خودش این تصور را دارد که پِشیا در امان خواهد ماند و دستور می‌دهد سربازان دروازه‌های شهر را برای جلوگیری از عفونت ببندند و سپس بی‌هوش می‌شود. فِلیسیتا با بدتر شدن طاعون به همراه نونسیو به صومعه بازمی‌گردد. آنها با ورود به صومعه متوجه می‌شوند که بِنِدِتّا به دلایل نامعلومی درگذشته است. در حالی که نونسیو تلاش می‌کند تا آخرین مراسم را اجرا کند بِنِدِتّا از خواب بیدار می‌شود و می‌گوید که به او در بهشت وعده داده شده‌است و تا مسیح زنده است او نیز باقی می‌ماند. او می‌گوید سرنوشت همه حاضران را دیده‌است.
نونسیو بِنِدِتّا را متهم به کفر و انحراف‌جنسی کرده و دادرسی را آغاز می‌کند. او از مردانش می‌خواهد که در صومعه برای یافتن اسباب بازی چوبی جنسی، جستجو کنند؛ اما نمی‌توانند آن را پیدا کنند. او دادگاهی را در مورد رفتار بِنِدِتّا باز می‌کند. وقتی از بارتولوما سؤال می‌شود، او رابطه‌جنسی را انکار می‌کند و می‌گوید که بِنِدِتّا را مانند سایر خواهرانش دوست دارد. بارتولوما توسط مردان نونسیو برهنه بر روی تخته شکنجه قرار می‌گیرد و با دیلدو بازشونده (ابزارشکنجه) مورد تعرض قرار می‌گیرد؛ در این میان مشخص می‌شود، فِلیسیتا به طاعون شدید مبتلاست.
نونسیو به‌طور خصوصی با بِنِدِتّا صحبت می‌کند. هنگامی که بِنِدِتّا پاهای او را می‌شوید، متوجه می‌شود که او طاعون را به صومعه آورده‌است. بارتولوما تحت شکنجه و در نهایت به فعالیت‌های جنسی خود اعتراف می‌کند و نونسیو را به دیلدوی چوبی که در داخل کتابی در اتاق‌های بِنِدِتّا پنهان کرده‌است هدایت می‌کند. آن‌ها بِنِدِتّا را دستگیر می‌کنند اما او یک بار دیگر و با صدای مردانه شروع به صحبت می‌کند و به کسانی که او را آزار می‌دهند حمله می‌کند و اعلام می‌کند که نونسیو به زودی بیمار خواهد شد. نونسیو متوجه می‌شود که فِلیسیتا مبتلا به طاعون است و دستور می‌دهد وضعیت او پنهان شود. بارتولوما نیز از صومعه اخراج و مورد استهزاء مردم قرار می‌گیرد.
روز اعدام بِنِدِتّا فرا رسیده‌است. او ابتدا می‌خواهد که با فِلیسیتا صحبت کند تا طلب بخشش کند. او به فِلیسیتا می‌گوید که کریستینا در بهشت است. فِلیسیتا پریشان از بِنِدِتّا می‌پرسد که از آینده‌اش چه دیده‌است؟ بِنِدِتّا چیزی با او زمزمه می‌کند. پدران روحانی به نونسیو هشدار می‌دهند که مردم پِشیا اجازه نمی‌دهند بِنِدِتّا اعدام شود اما او به هر حال ادامه می‌دهد. در حالی که بِنِدِتّا از میان جمعیت هدایت می‌شود بارتولوما راه خود را به سمت جلو باز می‌کند و از او طلب بخشش می‌کند. بِنِدِتّا فقط به او لبخند می‌زند و می‌گوید که باید به او خیانت می‌شد. در میدان شهر، نونسیو به بِنِدِتّا می‌گوید که در صورت اعتراف اجازه می‌دهد او را خفه و سپس در آتش بسوزانند. بِنِدِتّا موافق است. بِنِدِتّا زخم‌های جدید روی دستانش را به مردم نشان می‌دهد و با صدای مسیح شروع به صحبت می‌کند و به جمعیت می‌گوید، که فرشته مرگ نزدیک می‌شود. فِلیسیتا از میان جمعیت بیرون می‌آید و لباس خود را درمی‌آورد و زخم‌های طاعون را آشکار می‌کند.
مردان نونسیو شروع به سوزاندن بِنِدِتّا روی چوب می‌کنند اما جمعیّت به آنها حمله می‌کنند و آنها را مجبور به فرار می‌کنند. بارتولوما گره‌های بِنِدِتّا را باز می‌کند اما یک سفال خونی را در کفش او پیدا می‌کند. نونسیو برای امنیت فرار می‌کند اما توسط مردم مورد حمله قرار می‌گیرد و زخمی می‌شود. بِنِدِتّا از راه می‌رسد و پیشنهاد می‌کند که برای او دعا کند. نونسیو از او می‌پرسد که آیا او دیده که به بهشت یا جهنم می‌رود؟ وقتی بِنِدِتّا به او می‌گوید: "بهشت" نونسیو به او می‌گوید که تا لحظه آخر هم بِنِدِتّا دروغ گفته‌است. بارتولوما، بِنِدِتّا را دور می‌کند. در همین بین فِلیسیتا بر روی آتشی که برای بِنِدِتّا در نظر گرفته شده بود قدم می‌گذارد و می‌سوزد.
در اصطبل متروکه ای خارج از شهر، بِنِدِتّا و بارتولوما برهنه بیدار می‌شوند. آن‌ها با هم‌آغوشی شب را صبح کرده بودند. بِنِدِتّا با دیدن پِشیا از دور، شروع به لباس پوشیدن می‌کند و می‌گوید که باید برگردد. بارتولوما به او التماس می‌کند که بماند و می‌گوید که بالاخره می‌توانند باهم باشند و هر جای دیگری بروند. او سعی می‌کند بِنِدِتّا را وادار به اعتراف و نمایشی بودن معجزه‌اش کند اما بِنِدِتّا قبول نمی‌کند. بِنِدِتّا با اصرار بر این که مردم به او نیاز دارند به سمت پِشیا می‌رود.
"در نهایت شهادت خواهر بِنِدِتّا کارلینی مورد قبول واقع نشد و تا سن هفتاد سالگی در انزوا در صومعه زندگی کرد. طاعون کشور را سوزاند ولی نتوانست به پِشیا وارد شود."

## تولید

### توسعه

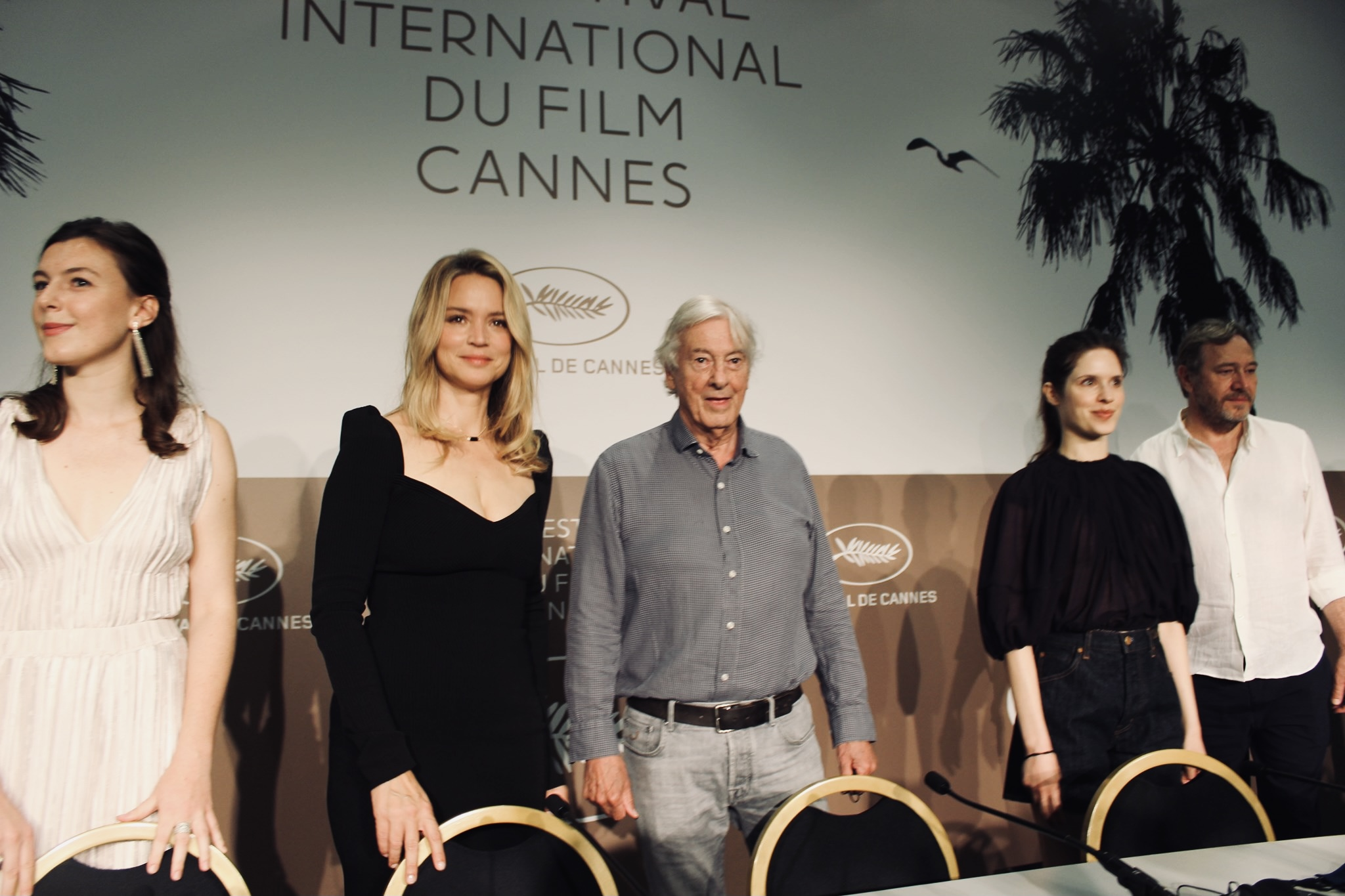
عوامل فیلم بندتا در جشنواره فیلم کن ۲۰۲۱

پل ورهوفن، کارگردان فیلم، پس از موفقیت تجاری و انتقادی فیلم قبلیش او (فیلم ۲۰۱۶) پروژه‌های متعددی را توسعه داد، از جمله:
1. فیلمی دربارهٔ عیسی مسیح و بر اساس انجیل ناصری
2. فیلمی دربارهٔ مقاومت فرانسه در طول جنگ جهانی دوم
3. فیلمنامه ژان-کلود کاریر دربارهٔ داستانی قرون وسطایی در یک صومعه[۶]

در ۲۵ آوریل ۲۰۱۷ تهیه‌کننده سعید بن سعید فاش کرد که سومین پروژه به عنوان پروژه بعدی پل ورهوفن انتخاب شده‌است. این فیلم که در آن زمان «باکره متبرکه» نام داشت دومین همکاری تهیه‌کننده و کارگردان پس از او (فیلم ۲۰۱۶) را رقم زد. جرارد سوتمن که در هشت فیلم قبلی با پل ورهوفن کار کرده‌است از جمله راحت‌الحلقوم (فیلم) (۱۹۷۳)، مرد چهارم (۱۹۸۳) و کتاب سیاه (۲۰۰۶)، جایگزین ژان-کلود کاریر برای اقتباس از کتاب «اعمال غیرمتعارف (۱۹۸۶): زندگی یک راهبه لِزبین در ایتالیای رنسانس» شد. جرارد سوتمن در نهایت از پروژه فاصله گرفت و نامش از تیتراژ حذف شد زیرا احساس می‌کرد که داستان بیش از حد بر روی مسائل جنسی متمرکز شده‌است.

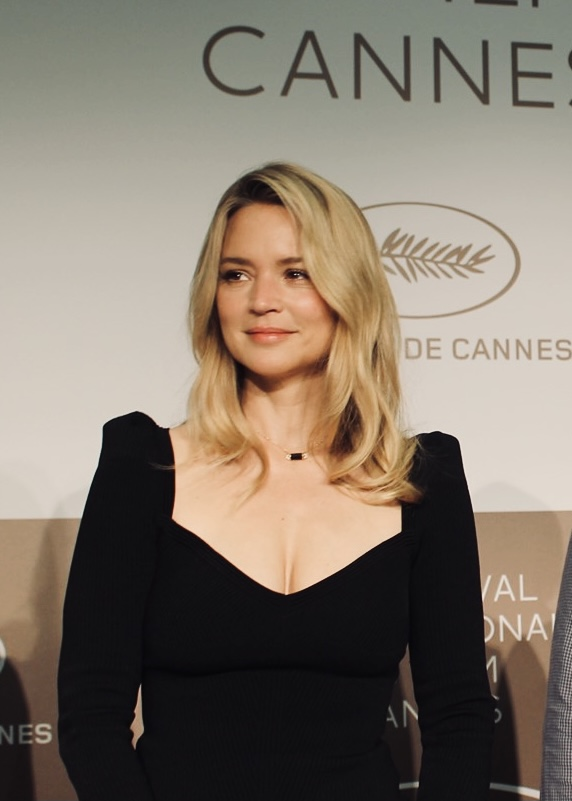
ویرژینی اِفیرا در جشنواره فیلم کن ۲۰۲۱

ویرژینی اِفیرا، بازیگر بلژیکی، که نقش مکمل را به عنوان یک کاتولیک معتقد در او (فیلم ۲۰۱۶) بازی کرد، برای نقش اصلی بندتا کارلینی، راهبه قرن هفدهمی که از بینش‌های مذهبی و اروتیک آزاردهنده رنج می‌برد، انتخاب شد. در ۲۵ مارس ۲۰۱۸، سعید بن سعید اعلام کرد که پل ورهوفن پیش نویس نهایی را با دیوید برک، که قبلاً او (فیلم ۲۰۱۶) را نوشته بود، کامل کرده‌اند.
جودیت سی. براون اظهار داشت که «پل ورهوفن و دیوید برک فیلمنامه‌ای تخیلی و طلسم‌کننده نوشته‌اند که تلاقی دین، تمایلات جنسی و جاه‌طلبی انسان را در عصر طاعون و ایمان بررسی می‌کند. مریم مقدّس باید عمیقاً با احساس مقدّس آمیخته شود. من از کودکی به مقدّسات علاقه داشتم، چه به‌طور کلی و چه به‌طور خاص در موسیقی و نقاشی.»
در ۳ آوریل ۲۰۱۸، لمبرت ویلسون به روزنامه فرانسوی «روز یکشنبه» گفت که نقشی در این فیلم دارد. در ۱ مه ۲۰۱۸، ددلاین هالیوود فاش کرد که شارلوت رمپلینگ برای ایفای نقش اصلی وارد مذاکره شده‌است. در ۴ مه ۲۰۱۸، اعلام شد که عنوان فیلم به بِنِدِتّا تغییر یافته‌است. اگر چه پل ورهوفن امیدوار بود که ایزابل هوپر را متقاعد کند که نقش مکمل را در این فیلم بازی کند؛ تهیه‌کننده سعید بن سعید در ۳۱ مه ۲۰۱۸ اظهار داشت که این بازیگر به این پروژه نمی‌پیوندد. سعید بن سعید همچنین تأیید کرد که لوئیز شویلوت، اولیویه رابوردین، کلوتیلد کورو و اروه پیر در این فیلم بازی خواهند کرد.

### فیلمبرداری
فیلم‌برداری اصلی در ۱۹ ژوئیه ۲۰۱۸ در مونته پولچیانو، ایتالیا آغاز شد. مکان‌های دیگر شامل وال دورچا و بواگنا، همچنین در ایتالیا در صومعه سیلواکان و صومعه له‌تورونت، در فرانسه بودند. تولید با یک کمپین محرمانه قوی دنبال شد و هیچ‌کسی غیر از عوامل تولید فیلم و بازیگران، اجازه حضور در صحنه را نداشتند. تهیه‌کننده سعید بن سعید اعتراف کرد که داستان فیلم «موضوعی جنجالی» بود و از واکنش «انجمن‌های بنیادگرای کاتولیک» بیم داشت.

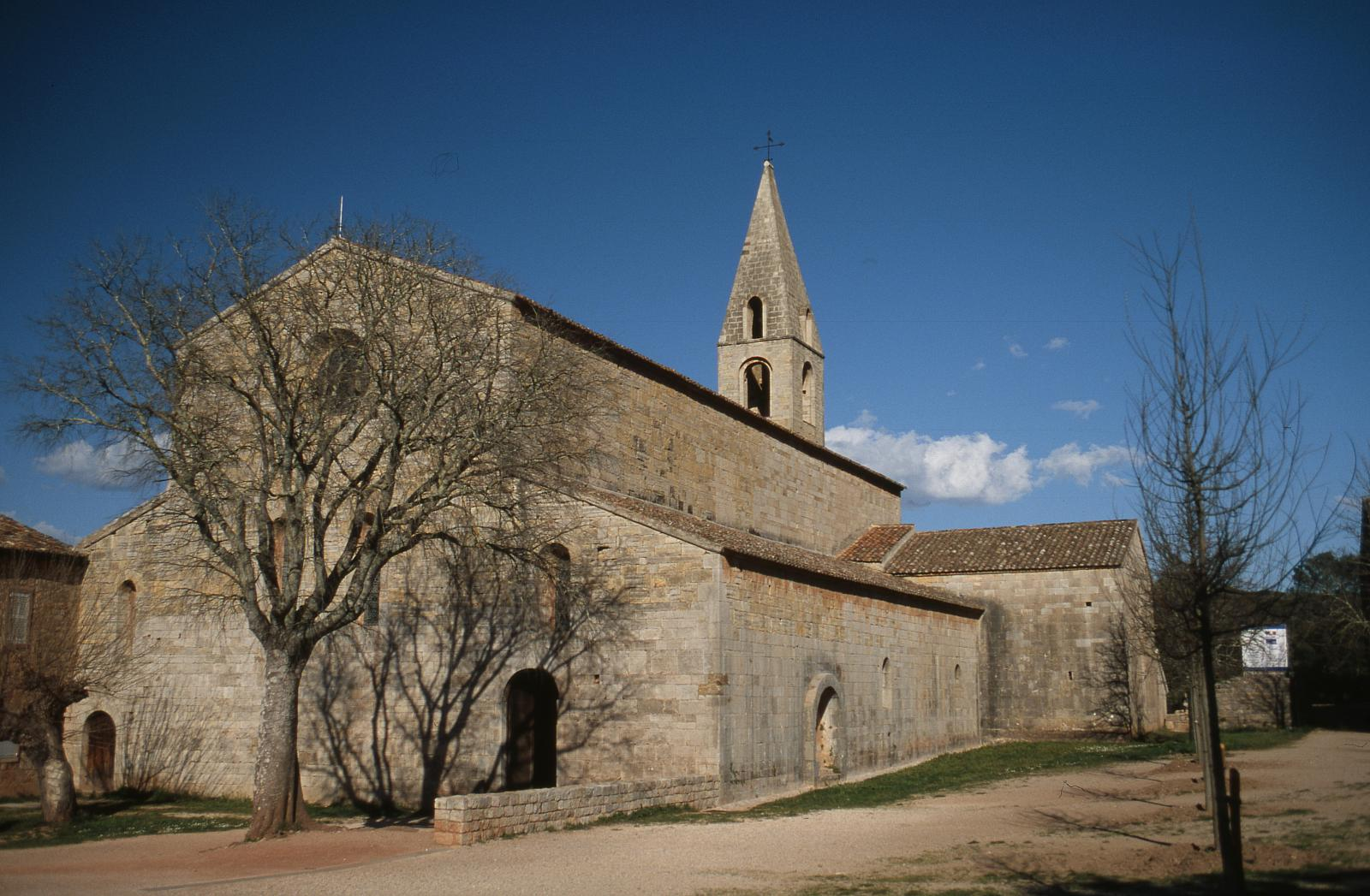
صومعه له‌تورونت

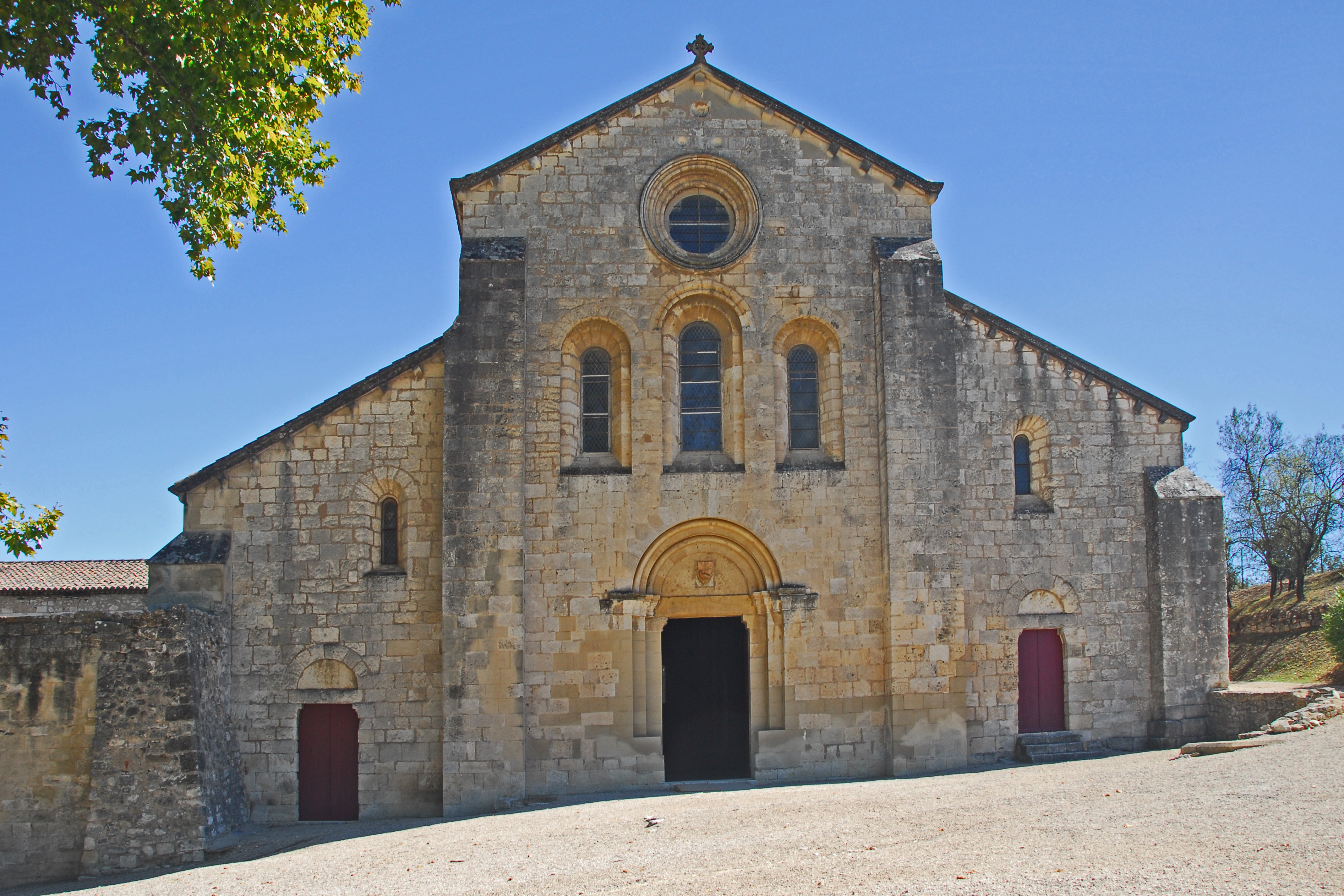
صومعه سیلواکان

## انتشار
در ۱۶ فوریه ۲۰۱۸، هالیوود ریپورتر اعلام کرد که شرکت پتی تولید و توزیع کننده فیلم در فرانسه خواهد بود و همچنین فروش بین‌المللی را انجام خواهد داد. در ۲۹ اوت ۲۰۱۸، شرکت پتی و شرکت تولیدات اس‌بی‌اس، اولین تصاویر از فیلم را منتشر کردند.
اگر چه در ابتدا گزارش شده بود که این فیلم در جشنواره فیلم کن ۲۰۱۹ نمایش داده می‌شود، شرکت پتی در ۱۴ ژانویه ۲۰۱۹ اعلام کرد که اکران آن تا سال ۲۰۲۰ به تعویق افتاده‌است زیرا پل ورهوفن در حال نقاهت از عمل جراحی لگن است. با این حال پس از لغو دوره ۲۰۲۰ جشنواره فیلم کن به دلیل کووید ۱۹، اکران تا سال ۲۰۲۱ مجدداً به تعویق افتاد.
در ۱۰ مه ۲۰۲۰، تیری فرمو، کارگردان و منتقد از طرف جشنواره کن، انتخاب این فیلم را تأیید کرد و اظهار داشت که «پل ورهوفن در فیلمی باشکوه دیدگاهی اروتیک و شیطانی و همچنین سیاسی از قرون وسطی را ارائه می‌دهد.»
اولین نمایش جهانی بندتا در جشنواره فیلم کن ۲۰۲۱ در رقابت برای نخل طلا برگزار شد. و تا پایان اکران خود، در جشنواره بین‌المللی فیلم‌های مستقل بروکسل، بوسان، حیفا، هنگ کنگ، جشنواره بین‌المللی فیلم کارلووی واری، لندن، نیویورک و جشنواره بین‌المللی فیلم سن‌سباستین به نمایش درآمد.
در ۵ مه ۲۰۲۱، شرکت پتی از اولین تریلر و آخرین پوستر اکران در سینما پرده برداری کرد. در همان ماه، سایت موبی و آی‌اف‌سی فیلمز به ترتیب حقوق توزیع در بریتانیا، ایرلند و ایالات متحده را به دست آوردند. این فیلم در ۳ دسامبر ۲۰۲۱ در ایالات متحده منتشر شد.

## بازخورد

### فروش
این فیلم ۱۳۱ دقیقه‌ای، در مجموع فروش جهانی و در گیشه توانست تاکنون به مبلغ ۴٬۲۳۱٬۴۳۹دلار دست پیدا کند.

### بازخوردهای انتقادی
- در فرانسه، میانگین این فیلم در آلوسینه از ۳۶ نقد مطبوعاتی، نمره ۳٫۵از ۵ است.[۲۸]
- در جمع‌آوری راتن تومیتوز، این فیلم بر اساس ۱۶۶ نقد، با میانگین امتیاز ۷٫۴ از ۱۰، دارای ۸۶٪ محبوبیت است. در اجماع انتقادی این وبسایت آمده‌است: «بندتا با گذراندن یک طناب محکم از ژانرها و لحن‌های مختلف، سؤالات برجسته‌ای را در مورد آزادی جنسی و رابطه آن با ایمان مطرح می‌کند.»[۲۹]
- در متاکریتیک، بر اساس نظر ۳۱ منتقد، این فیلم دارای میانگین وزنی ۷۳ از ۱۰۰ است؛ که نشان‌دهنده «نقدهای عموماً مناسب» است.[۳۰]
- یکی از انتقادهائی که به فیلم شده‌است این است که سه حالت می‌توان تصور کرد: [نیازمند منبع]

حالت اول: بندتا که واقعا فردی با ایمان است چرا رفتارهای ضد دینی آن هم بدون هیچ تردیدی انجام داده‌است؟ (به اعتراف خودش عریان شدن جلوی دیگران، ارتباط بدون مراسم رسمی کلیسا، خودارضائی با تمثال مقدس و.....) و بر این امور اصرار دارد؟ همچنین او اگر واقعا خود را همسر عیسی می‌داند با چه توجیهی  به همسر خودش خیانت می‌کند و با دیگری ارتباط دارد؟!
حالت دوم: اگر ایمان او واقعی نیست پس چرا اول فیلم چندین مرتبه مخفیانه به راز و نیاز می‌پردازد؟! چرا اول فیلم از برخی کارها مانند برهنگی خودداری می‌کند و حتی بدن دیگری را هم نگاه نمی‌کند؟!
حالت سوم: او ابتدا فردی با ایمان و بعد دچار انحراف شده‌است، این فرض نیز بی‌دلیل است، هیچ اشاره‌ای و دلیلی بر این که برگشته‌است وجود ندارد. در فیلم کوچکترین اشاره‌ای که دلالت کند که بندتا از نظر اعتقادی یا عملی دچار تغییر نسبت به گذشته شده وجود ندارد و او با صلابت کامل به این کارها تن می‌دهد! در نهایت ممکن است گفته شود که این تناقضات خود حرفه فیلمنامه است و خودش یک هنر است اما به نظر می‌رسد این گول زدن اجباری مخاطب است!

### اعتراضات
در جشنواره فیلم نیویورک ۲۰۲۱، گروه آمریکایی تی‌اف‌پی اعتراضی را برای هدف قرار دادن فیلم برگزار کردند. این گروه فیلم را به دلیل به تصویر کشیدن همجنس‌گرایی زنانه در محدوده یک صومعه به عنوانی کفرآمیز محکوم کردند. پس از انتشار تجاری فیلم در ایالات متحده، فیلم بار دیگر توسط تی‌اف‌پی و همچنین سایر گروه‌های کاتولیک در سراسر کشور مورد اعتراض قرار گرفت.
این فیلم در سنگاپور توسط «اداره توسعه رسانه اینفوکام» به دلیل نمایش «عیسی مسیح و اعضای کلیسا که نسبت به ایمان مسیحی و کاتولیک غیر حساس و توهین‌آمیز است» طبقه‌بندی نشد. همچنین این فیلم در روسیه توسط وزارت فرهنگ روسیه به دلیل شکایت گروه مذهبی «جنبش ارتودوکس چهل چهل» ممنوع شد.

### جوایز
این فیلم توانست در مجموع ۱۹بار کاندیدای دریافت جایزه از جشنواره‌های جهانی و معتبر فیلم گردد و در نهایت موفق به کسب ۲ جایزه شد. از مهم‌ترین آن‌ها می‌توان به جوایز و کاندیداتوری‌های زیر اشاره کرد:
| جشنواره                          | جایزه                    | دریافت کننده  | نتیجه    | منبع          |
| -------------------------------- | ------------------------ | ------------- | -------- | ------------- |
| جشنواره کن                       | نخل طلا                  | پل ورهوفن     | نامزدشده | [ ۳۵ ] [ ۳۶ ] |
| جشنواره کن                       | نخل دگرباشی              | پل ورهوفن     | نامزدشده | [ ۳۷ ]        |
| هیئت ملی بازبینی فیلم            | جایزه ان‌بی‌آر             | بندتا         | برنده    | [ ۳۸ ]        |
| جشنواره بین‌المللی فیلم سن‌سباستین | دبلیواف‌سی‌سی              | پل ورهوفن     | نامزدشده | [ ۳۴ ]        |
| حلقه زنان منتقد فیلم             | بهترین فیلم              | بندتا         | برنده    | [ ۳۹ ]        |
| کایه دو سینما                    | بهترین فیلم              | پل ورهوفن     | نامزدشده | [ ۳۴ ]        |
| جشنواره ماگریت                   | بهترین بازیگر آینده‌دار   | دافنه پاتاکیا | برنده    | [ ۴۰ ]        |
| جشنواره لومیر                    | بهترین بازیگر            | ویرژینی اِفیرا | نامزدشده | [ ۳۴ ]        |
| جشنواره لومیر                    | بهترین بازیگر آینده‌دار   | دافنه پاتاکیا | برنده    | [ ۳۴ ]        |
| جشنواره دوریان                   | بهترین فیلم ال‌جی‌بی‌تی سال | بندتا         | برنده    | [ ۳۴ ]        |
| جشنواره سزار                     | بهترین بازیگر            | ویرژینی اِفیرا | نامزدشده | [ ۴۱ ]        |